# Echinopla rugosa
Echinopla rugosa är en myrart som beskrevs av Andre 1892. Echinopla rugosa ingår i släktet Echinopla och familjen myror. Inga underarter finns listade i Catalogue of Life.